# Krzysztof Zamarja
Krzysztof Zamarja (ur. 23 maja 1967 roku) – polski muzyk-instrumentalista. Ukończył klasę organów i fortepianu w 1988 roku. Jednym z nauczycieli improwizacji był kompozytor prof. Ryszard Czarnecki oraz prof. Marian Sawa. Obecnie tworzy i nagrywa płyty na instrumentach klawiszowych elektronicznych. Tworzy we własnym studio.
Przyjaciel nieżyjącego Jacka Skalskiego - polskiego reżysera.

## Dyskografia
- Christmas Melody
- Chillout for Children
- Chillout for Mother
- Chillout for Woman
- Chillout for Lovers
- Muzyka Nocą